# 波焦雷纳蒂科
波焦雷纳蒂科（義大利語：Poggio Renatico），是意大利费拉拉省的一个市镇。总面积79平方公里，人口9446人，人口密度119.6人/平方公里（2009年）。ISTAT代码为038018。